# Native
Native là album phòng thu thứ ba của ban nhạc Mỹ OneRepublic. Nó được phát hành vào 22 tháng 3 năm 2013 ở Đức và Ai-len, 25 tháng 3 trên toàn thế giới ngoại trừ Bắc Mỹ, và 26 tháng 3 ở Bắc Mỹ. Album ban đầu được dự kiến sẽ được phát hành vào cuối năm 2012, với single "Feel Again", phát hành vào ngày 27 tháng 8 năm 2012. Tuy nhiên do album không được hoàn thành vào thời điểm đó, nó đã được dời lại đến đầu năm 2013. "Feel Again" sau đó được phát hành như một đĩa đơn quảng bá, và ngày 08 tháng 1 năm 2013, "If I Lose Myself" đã được phát hành như là đĩa đơn đầu tiên trong album.
Album có một đĩa đơn rất thành công, "Counting Stars", đạt vị trí cao nhất ở số 2 cho đến nay trên bảng xếp hạng Billboard Hot 100, trở thành Top 10 hit đầu tiên của họ kể từ " Good Life " vào năm 2010. Nó cũng đã đứng đầu bảng xếp hạng Vương quốc Anh trong hai tuần không liên tiếp và nằm trong top 10 tại chín quốc gia, bao gồm cả việc đạt được vị trí top 5 ở Úc, Đức, Ireland và New Zealand. Đĩa đơn thứ tư của album đã được công bố là "Something I Need", và từ đó đã được chứng nhận Bạch kim tại Úc và vàng ở New Zealand, đạt vị trí cao nhất ở top 5 ở cả hai nước. Tính đến tháng 11 năm 2013 album đã bán được 283.000 bản tại Mỹ.

## Danh sách bài hát
| Standard edition | Standard edition   | Standard edition                                 | Standard edition                              | Standard edition |
| STT              | Nhan đề            | Sáng tác                                         | Producer(s)                                   | Thời lượng       |
| ---------------- | ------------------ | ------------------------------------------------ | --------------------------------------------- | ---------------- |
| 1.               | "Counting Stars"   | Ryan Tedder                                      | Tedder, Noel Zancanella                       | 4:17             |
| 2.               | "If I Lose Myself" | Tedder, Benny Blanco, Brent Kutzle, Zach Filkins | Blanco, Tedder, Kutzle[a]                     | 4:01             |
| 3.               | "Feel Again"       | Tedder, Kutzle, Drew Brown, Zancanella           | Tedder, Kutzle, Zancanella, Brown[b]          | 3:05             |
| 4.               | "What You Wanted"  | Tedder, Kutzle                                   | Tedder, Kutzle                                | 4:01             |
| 5.               | "I Lived"          | Tedder, Zancanella                               | Tedder, Zancanella                            | 3:55             |
| 6.               | "Light It Up"      | Tedder, Kutzle                                   | Tedder, Kutzle                                | 4:10             |
| 7.               | "Can't Stop"       | Tedder, Jeff Bhasker, Tyler Sam Johnson          | Bhasker, Johnson, Tedder, Emile Haynie[b]     | 4:09             |
| 8.               | "Au Revoir"        | Tedder, Kutzle                                   | Kutzle                                        | 4:50             |
| 9.               | "Burning Bridges"  | Tedder, Kutzle                                   | Zdar and Boombass, Tedder, Kutzle, Zancanella | 4:17             |
| 10.              | "Something I Need" | Tedder, Blanco                                   | Blanco, Tedder                                | 4:01             |
| 11.              | "Preacher"         | Tedder, Kutzle                                   | Tedder, Kutzle                                | 4:08             |
| 12.              | "Don't Look Down"  | Tedder, Kutzle                                   | Kutzle                                        | 1:39             |
| Tổng thời lượng: | Tổng thời lượng:   | Tổng thời lượng:                                 | Tổng thời lượng:                              | 46:44            |

| UK standard edition bonus track | UK standard edition bonus track             | UK standard edition bonus track | UK standard edition bonus track             | UK standard edition bonus track |
| STT                             | Nhan đề                                     | Sáng tác                        | Producer(s)                                 | Thời lượng                      |
| ------------------------------- | ------------------------------------------- | ------------------------------- | ------------------------------------------- | ------------------------------- |
| 13.                             | "If I Lose Myself" (Alesso vs. OneRepublic) | Tedder, Blanco, Kutzle, Filkins | Blanco, Tedder, Kutzle[a], Alesso (remixer) | 3:35                            |

| International Amazon.com MP3 bonus track | International Amazon.com MP3 bonus track | International Amazon.com MP3 bonus track | International Amazon.com MP3 bonus track                   | International Amazon.com MP3 bonus track |
| STT                                      | Nhan đề                                  | Sáng tác                                 | Producer(s)                                                | Thời lượng                               |
| ---------------------------------------- | ---------------------------------------- | ---------------------------------------- | ---------------------------------------------------------- | ---------------------------------------- |
| 13.                                      | "Feel Again" (Fred Falke club remix)     | Tedder, Kutzle, Brown, Zancanella        | Tedder, Kutzle, Zancanella, Brown[b], Fred Falke (remixer) | 6:25                                     |

| Deluxe edition bonus tracks | Deluxe edition bonus tracks           | Deluxe edition bonus tracks     | Deluxe edition bonus tracks          | Deluxe edition bonus tracks |
| STT                         | Nhan đề                               | Sáng tác                        | Producer(s)                          | Thời lượng                  |
| --------------------------- | ------------------------------------- | ------------------------------- | ------------------------------------ | --------------------------- |
| 13.                         | "Something's Gotta Give"              | Tedder, Zdar, Boombass          | Cassius                              | 4:51                        |
| 14.                         | "Life in Color"                       | Tedder, Kutzle                  | Aaron Sprinkle, Kutzle[a], Tedder[a] | 3:22                        |
| 15.                         | "If I Lose Myself" (Acoustic version) | Tedder, Blanco, Kutzle, Filkins | Kutzle                               | 3:50                        |
| 16.                         | "What You Wanted" (Acoustic version)  | Tedder, Kutzle                  | Kutzle                               | 3:23                        |
| 17.                         | "Burning Bridges" (Acoustic version)  | Tedder, Kutzle                  | Kutzle                               | 4:35                        |
| Tổng thời lượng:            | Tổng thời lượng:                      | Tổng thời lượng:                | Tổng thời lượng:                     | 66:50                       |

| UK deluxe edition bonus tracks | UK deluxe edition bonus tracks        | UK deluxe edition bonus tracks    | UK deluxe edition bonus tracks                             | UK deluxe edition bonus tracks |
| STT                            | Nhan đề                               | Sáng tác                          | Producer(s)                                                | Thời lượng                     |
| ------------------------------ | ------------------------------------- | --------------------------------- | ---------------------------------------------------------- | ------------------------------ |
| 13.                            | "Something's Gotta Give"              | Tedder, Zdar, Boombass            | Cassius                                                    | 4:51                           |
| 14.                            | "Life in Color"                       | Tedder, Kutzle                    | Aaron Sprinkle, Kutzle[a], Tedder[a]                       | 3:22                           |
| 15.                            | "If I Lose Myself" (Acoustic version) | Tedder, Blanco, Kutzle, Filkins   | Kutzle                                                     | 3:50                           |
| 16.                            | "What You Wanted" (Acoustic version)  | Tedder, Kutzle                    | Kutzle                                                     | 3:23                           |
| 17.                            | "Burning Bridges" (Acoustic version)  | Tedder, Kutzle                    | Kutzle                                                     | 4:35                           |
| 18.                            | "Feel Again" (Fred Falke club remix)  | Tedder, Kutzle, Brown, Zancanella | Tedder, Kutzle, Zancanella, Brown[b], Fred Falke (remixer) | 6:25                           |

| Native — North American re-release (2014) | Native — North American re-release (2014)   | Native — North American re-release (2014) | Native — North American re-release (2014)       | Native — North American re-release (2014) |
| STT                                       | Nhan đề                                     | Sáng tác                                  | Producer(s)                                     | Thời lượng                                |
| ----------------------------------------- | ------------------------------------------- | ----------------------------------------- | ----------------------------------------------- | ----------------------------------------- |
| 1.                                        | "Counting Stars"                            | Tedder                                    | Tedder Zancanella                               | 4:17                                      |
| 2.                                        | "Love Runs Out"                             | Tedder Kutzle Brown Filkins Eddie Fisher  |                                                 | 3:44                                      |
| 3.                                        | "If I Lose Myself"                          | Tedder Benny Blanco Kutzle Filkins        | Benny Blanco Tedder Kutzle [a]                  | 4:01                                      |
| 4.                                        | "Feel Again"                                | Tedder Kutzle Brown Zancanella            | Tedder Kutzle Zancanella Brown [b]              | 3:05                                      |
| 5.                                        | "What You Wanted"                           | Tedder Kutzle                             | Tedder Kutzle                                   | 4:01                                      |
| 6.                                        | "I Lived"                                   | Tedder Zancanella                         | Tedder Zancanella                               | 3:55                                      |
| 7.                                        | "Light It Up"                               | Tedder Kutzle                             | Tedder Kutzle                                   | 4:10                                      |
| 8.                                        | "Can't Stop"                                | Tedder Bhasker Johnson                    | Bhasker Johnson Tedder Haynie [b]               | 4:09                                      |
| 9.                                        | "Au Revoir"                                 | Tedder Kutzle                             | Kutzle                                          | 4:50                                      |
| 10.                                       | "Burning Bridges"                           | Tedder Kutzle                             | Zdar and Boombass Tedder Kutzle Zancanella      | 4:17                                      |
| 11.                                       | "Something I Need"                          | Tedder Benny Blanco                       | Benny Blanco Tedder                             | 4:01                                      |
| 12.                                       | "Preacher"                                  | Tedder Kutzle                             | Tedder Kutzle                                   | 4:08                                      |
| 13.                                       | "Don't Look Down"                           | Tedder Kutzle                             | Kutzle                                          | 1:39                                      |
| 14.                                       | "Life in Color"                             | Tedder Kutzle                             | Sprinkle Kutzle [a] Tedder [a]                  | 3:22                                      |
| 15.                                       | "If I Lose Myself" (Alesso vs. OneRepublic) | Tedder Benny Blanco Kutzle Filkins        | Benny Blanco Tedder Kutzle [a] Alesso (remixer) | 3:34                                      |

Notes
- ^[a]  signifies a co-producer
- ^[b]  signifies an additional producer

## Bảng xếp hạng
| BXH (2013)                      | Vị trí cao nhất |
| ------------------------------- | --------------- |
| Australian Albums Chart         | 8               |
| Austrian Albums Chart           | 5               |
| Belgian Albums Chart (Flanders) | 39              |
| Belgian Albums Chart (Wallonia) | 65              |
| Canadian Albums Chart           | 12              |
| Dutch Albums Chart              | 37              |
| German Albums Chart             | 4               |
| Irish Albums Chart              | 25              |
| Italian Albums Chart            | 97              |
| New Zealand Albums Chart        | 16              |
| Norwegian Albums Chart          | 35              |
| Spanish Albums Chart            | 88              |
| Swedish Albums Chart            | 23              |
| Swiss Albums Chart              | 4               |
| UK Albums Chart                 | 17              |
| US Billboard 200                | 4               |